# Списак предузећа у СФРЈ
Списак предузећа у Социјалистичкој Федеративној Републици Југославији, предузећа која су чинила основу економског система бивше СФРЈ. Углавном су организована у форми организација удруженог рада (ОУР).

## Аутомобилска индустрија
| Назив предузећа                                                 | Средиште         | Република/Покрајина       | Год. оснивања | Делатност                                                                            |
| --------------------------------------------------------------- | ---------------- | ------------------------- | ------------- | ------------------------------------------------------------------------------------ |
| Автомонтажа                                                     | Љубљана          | СР Словенија              | 1933.         | производња аутобуса                                                                  |
| Заводи „Црвена застава“                                         | Крагујевац       | СР Србија                 | 1904.         | производња аутомобила и камиона                                                      |
| Фабрика аутобуса „Икарус”                                       | Земун            | СР Србија                 | 1923.         | производња аутобуса                                                                  |
| Индустрија акумулатора „Трепча“                                 | Титова Митровица | СР Србија (САП Косово)    |               | производња акумулатора                                                               |
| Индустрија делова аутомобила (ИДА) „Опел”                       | Кикинда          | СР Србија (САП Војводина) | 1977.         | производња аутомобила                                                                |
| Индустрија мотора Раковица (ИМР)                                | Раковица         | СР Србија                 | 1938.         | производња камиона; фабрика декретом пресељена у Словенију 1950. и постала део ТАМ-а |
| Индустрија моторних возил (ИМВ)                                 | Ново Место       | СР Словенија              | 1954.         | производња аутомобила                                                                |
| Необус                                                          | Нови Сад         | СР Србија (САП Војводина) | 1952.         | производња аутобуса                                                                  |
| Предузеће Тито Сарајево (Претис)                                | Вогошћа          | СР Босна и Херцеговина    | 1948.         | производња аутомобила                                                                |
| Творница аутомобила Марибор (ТАМ)                               | Марибор          | СР Словенија              | 1946.         | производња камиона                                                                   |
| Творница аутомобила Цимос (Цитроен)                             | Копер            | СР Словенија              | 1972.         | производња аутомобила                                                                |
| Творница аутомобила Сежана (Томос)                              | Копер            | СР Словенија              | 1954.         | производња мотоцикала и аутомобила                                                   |
| Творница аутомобила Сарајево (ТАС)                              | Сарајево         | СР Босна и Херцеговина    | 1969.         | производња аутомобила                                                                |
| Творница аутобуса Загреб (ТАЗ)                                  | Загреб           | СР Хрватска               | 1930.         | производња аутобуса                                                                  |
| Фабрика аутомобилских делова (ФАД)                              | Горњи Милановац  | СР Србија                 | 1961.         | производња аутомобилских делова                                                      |
| Фабрика аутомобилских делова и пољопривредних машина „27. март“ | Нови Сад         | СР Србија (САП Војводина) | 1948.         | производња делова за аутомобиле и мотоцикле                                          |
| Фабрика мотора Двадесетпрви мај Београд (ДМБ)                   | Раковица         | СР Србија                 | 1948.         | производња мотора и трансмисија, малолитражних мотора, аутомотора                    |
| Фабрика мотора Сарајево (ФАМОС)                                 | Сарајево         | СР Босна и Херцеговина    | 1950.         | производња камионских мењача и дизел мотора                                          |
| Фабрика аутомобила Прибој (ФАП)                                 | Прибој           | СР Србија                 | 1953.         | производња камиона и аутобуса                                                        |
| Фабрика акумулатора Сомбор (ФАС)                                | Сомбор           | СР Србија (САП Војводина) | 1952.         | производња акумулатора                                                               |
| Фабрика аутобуса „11 октобар“ Скопје (ФАС)                      | Скопље           | СР Македонија             | 1946.         | производња аутобуса                                                                  |
| Фабрика за производњу резервних ауто делова (ФРАД) филтери      | Алексинац        | СР Србија                 | 1958.         | производња филтера ваздуха, горива, уља и климе                                      |

## Бродоградња
| Назив предузећа                  | Средиште              | Република/Покрајина | Год. оснивања | Делатност                 |
| -------------------------------- | --------------------- | ------------------- | ------------- | ------------------------- |
| Бродоградилиште „3. мај“         | Ријека                | СР Хрватска         | 1948.         | изградња и ремонт бродова |
| Бродоградилиште „Тито“           | Савски насип, Београд | СР Србија           | 1895          | изградња и ремонт бродова |
| Бродоградилиште „Уљаник“         | Пула                  | СР Хрватска         | 1947.         | изградња и ремонт бродова |
| Бродоградилиште „Виктор Ленац“   | Ријека                | СР Хрватска         | 1896.         | изградња и ремонт бродова |
| Бродоградилиште „Бродосплит“     | Сплит                 | СР Хрватска         | 1931.         | изградња и ремонт бродова |
| Бродоградилиште „Вељко Влаховић" | Херцег Нови           | СР Црна Гора        | 1927.         | изградња и ремонт бродова |

## Војна и наменска индустрија
| Назив предузећа     | Средиште     | Република/Покрајина    | Год. оснивања | Делатност                                   |
| ------------------- | ------------ | ---------------------- | ------------- | ------------------------------------------- |
| Игман               | Коњиц        | СР Босна и Херцеговина | 1950.         | војна и ловачка муниција                    |
| Крушик              | Ваљево       | СР Србија              | 1939.         | муниција, оружје, рударски алати, лопате    |
| Побједа             | Горажде      | СР Босна и Херцеговина | 1952.         | муниција и експлозив                        |
| Први партизан       | Титово Ужице | СР Србија              | 1927.         | муниција                                    |
|                     | Крушевац     | СР Србија              | 1889.         | привредни експлозив и пиротехничка средства |
| Слобода             | Чачак        | СР Србија              | 1948.         | муниција, цивилни програм - кућни апарати   |
| Фабрика авиона СОКО | Мостар       | СР Босна и Херцеговина | 1950.         | борбени авиони                              |
| Прва Петолетка      | Трстеник     | СР Србија              | 1949.         | ваздухопловство, хидраулика, пнеуматика     |
| Застава оружје      | Крагујевац   | СР Србија              | 1853.         | цивилни и војни програм, артиљерија         |
| Фабрика авиона Утва | Панчево      | САП Војводина          | 1937.         | школски авиони                              |

## Дрвна и керамичка индустрија
| Назив предузећа | Средиште    | Република/Покрајина    | Год. оснивања | Делатност                               |
| --------------- | ----------- | ---------------------- | ------------- | --------------------------------------- |
| Диљ             | Винковци    | СР Хрватска            | 1922.         | производња црепова                      |
| Елан            | Тутин       | СР Србија              |               | производња намештаја                    |
| Јеловица        | Шкофја Лока | СР Словенија           | 1905.         | окна и прозори                          |
| КИО             | Ораховица   | СР Хрватска            |               | керамичке плочице                       |
| Криваја         | Завидовићи  | СР Босна и Херцеговина | 1893.         | дрвни намештај                          |
| Липблед         | Блед        | СР Словенија           | 1948.         | дрвни производи                         |
| РИКО            | Рибница     | СР Словенија           |               | дрвна галантерија                       |
| Симпо           | Врање       | СР Србија              | 1963.         | производња намештаја                    |
| Словенијалес    | Љубљана     | СР Словенија           |               | производња дрвног намештаја             |
| Столар          | Бијељина    | СР Босна и Херцеговина |               | производња дрвног намештаја             |
| Тоза Марковић   | Кикинда     | САП Војводина          | 1866.         | производња керамичких плочица и црепова |
| ШИПАД           | Сарајево    | СР Босна и Херцеговина | 1892.         | производња дрвног намештаја             |
| ШИК Јаворак     | Никшић      | СР Црна Гора           |               | производња дрвног намештаја             |
| ШИК Копаоник    | Куршумлија  | СР Србија              |               | производња дрвеног намештаја            |

## Грађевинска индустрија
| Назив предузећа                        | Средиште                           | Република/Покрајина    | Год. оснивања | Делатност               |
| -------------------------------------- | ---------------------------------- | ---------------------- | ------------- | ----------------------- |
| Грађевинско предузеће „7. јули“        | Мајке Јевросиме 47, Београд        | СР Србија              | 1950.         | грађевинско предузеће   |
| Енергоинвест                           | Сарајево                           | СР Босна и Херцеговина | 1951.         | грађевинско предузеће   |
| Енергопројект                          | Булевар Лењина 12, Београд         | СР Србија              | 1951.         | пројектантско предузеће |
| ГД „ГРАНИТ“ АД СКОПЈЕ                  | Димитрија Чуповски бр.8, Скопје    | СР Македонија          | 1952.         | грађевинско предузеће   |
| Грађевинско предузеће „Конструктор“    | Сплит                              | СР Хрватска            | 1945.         | грађевинско предузеће   |
| Грађевинско предузеће „Мостоградња“    | Београд                            | СР Србија              | 1945.         | грађевинско предузеће   |
| Грађевинско предузеће „Напред“         | Београд                            | СР Србија              |               | грађевинско предузеће   |
| Грађевинско предузеће „Рад“            | Косовска 31, Београд               | СР Србија              | 1947.         | грађевинско предузеће   |
| Грађевинско предузеће „Ратко Митровић“ | Вождовачки кружни пут 125, Београд | СР Србија              | 1948.         | грађевинско предузеће   |
| Грађевинско предузеће "Неимар"         | Нови Сад                           | СР Србија              | 1974.         | грађевинско предузеће   |
| Грађевинско предузеће „Црна Гора“      | Воја Деретића, Никшић              | СР Црна Гора           |               | грађевинско предузеће   |

## Електронска индустрија и енергетика
| Назив предузећа                       | Средиште   | Република/Покрајина       | Год. оснивања | Делатност                                                                   |
| ------------------------------------- | ---------- | ------------------------- | ------------- | --------------------------------------------------------------------------- |
| Дигитрон                              | Бује       | СР Хрватска               | 1971.         | електронички апарати                                                        |
| Индустрија електричних мотора „Север“ | Суботица   | СР Србија (САП Војводина) | 1923.         | производња електромотора и генератора                                       |
| Минел                                 | Младеновац | СР Србија                 | 1958.         | производња аутоматике, трансформатора, високонапонских постројења           |
| Механотехника                         | Изола      | СР Словенија              | 1952.         | пластичне и електроничке играчке                                            |
| РИЗ                                   | Загреб     | СР Хрватска               | 1948.         | електронички апарати, одашиљачи, грамофони, рачунари                        |
| Електронска индустрија Ниш (ЕИ Ниш)   | Ниш        | СР Србија                 | 1948.         | Телевизори, грамофони, рачунари, мерни инструменти                          |
| Фабрика сијалица Тесла                | Панчево    | САП Војводина             | 1948.         | сијалице,електроде                                                          |
| Раде Кончар електроиндустрија         | Загреб     | СР Хрватска               | 1921.         | производња електромотора и генератора, разводних постројења, трансформатора |

## Машинска индустрија
| Назив предузећа                    | Средиште            | Република/Покрајина    | Год. оснивања | Делатност                                                                                           |
| ---------------------------------- | ------------------- | ---------------------- | ------------- | --------------------------------------------------------------------------------------------------- |
| ИМК 14. октобар                    | Крушевац            | СР Србија              | 1923.         | тешке и грађевинске машине                                                                          |
| Првомајска                         | Загреб              | СР Хрватска            | 1921.         | Алатни и специјални стројеви, глодалице, токарилице, брусилице, обрадни центри, специјални стројеви |
| Алфа                               | Врање               | СР Србија              | 1948.         | кућни грејни уређаји                                                                                |
| Бане Секулић                       | Сомбор              | САП Војводина          | 1947.         | производња окова за врата и прозоре                                                                 |
| БИРА                               | Бихаћ               | СР Босна и Херцеговина | 1982.         | расхладни апарати                                                                                   |
| Владо Багат                        | Задар               | СР Хрватска            |               | шиваће машине                                                                                       |
| Гоша                               | Смедеревска Паланка | СР Србија              | 1923.         | путнички и теретни вагони                                                                           |
| Ђуро Ђаковић                       | Славонски Брод      | СР Хрватска            | 1921.         | локомотиве, машине, пољопривредне машине, апарати                                                   |
| Елвако                             | Бијељина            | СР Босна и Херцеговина | 1974.         | фабрика за производњу арматурних мрежа, електрода и производа од метала                             |
| Змај                               | Земун               | СР Србија              | 1927.         | комбајни и прикључне пољопривредне машине                                                           |
| Индустрија мотора Раковица - ИМР   | Раковица            | СР Србија              | 1927.         | трактори, дизел-мотори                                                                              |
| Искра                              | Љубљана             | СР Словенија           | 1946.         | бела техника, електрични и електронски апарати                                                      |
| Индустрија машина и трактора - ИМТ | Нови Београд        | СР Србија              | 1947.         | трактори и прикључне пољопривредне машине                                                           |
| Јелшинград                         | Бања Лука           | СР Босна и Херцеговина |               | алатне машине                                                                                       |
| Југоалат                           | Нови Сад            | САП Војводина          | 1935.         | прецизни алат, алатне машине,                                                                       |
| Југопластика                       | Сплит               | СР Хрватска            | 1952.         | обућа, тобрице, ауто делови, бродице                                                                |
| Југотурбина                        | Карловац            | СР Хрватска            | 1949.         | дизел-мотори                                                                                        |
| Потисје                            | Ада                 | СР Србија              | .             | ЦНЦ машине                                                                                          |
| Литострој                          | Љубљана             | СР Словенија           |               | тешке машине                                                                                        |
| Мајевица                           | Бачка Паланка       | САП Војводина          | 1951.         | машине, пумпни аутомати и котрљајући лежајеви                                                       |
| Металац                            | Горњи Милановац     | СР Србија              | 1959.         | производња емајлираног посуђа                                                                       |
| Машинска индустрија Ниш - МИН      | Ниш                 | СР Србија              | 1884.         | тешке машине, локомотиве, вагони, железничка инфраструктура, специјална возила                      |
| Морава                             | Пожаревац           | СР Србија              | 1921.         | пољопривредне машине                                                                                |
| Ободин                             | Цетиње              | СР Црна Гора           |               | бела техника                                                                                        |
| Пламен                             | Славонска Пожега    | СР Хрватска            | 1924.         | грејући кућни апарати                                                                               |
| Магнохром                          | Краљево             | СР Србија              | 1952.         | бојлери, термо пећи                                                                                 |
| Радоје Дакић                       | Титоград            | СР Црна Гора           |               | грађевинске машине                                                                                  |
| Рико                               | Рибница             | СР Словенија           |               | друмска механизација                                                                                |
| Руди Чајавец                       | Бања Лука           | СР Босна и Херцеговина | 1950.         | транзистори, телевизори, ауто опрема, војна опрема                                                  |
| Томо Винковић                      | Бјеловар            | СР Хрватска            | 1953.         | трактори и прикључне пољопривредне машине                                                           |
| УНИС                               | Сарајево            | СР Босна и Херцеговина | 1968.         | метална опрема, лежајеви и делови                                                                   |
| УНИС "Младост"                     | Бијељина            | СР Босна и Херцеговина | 1955.         | фабрика за производњу савитљивих цијеви и вратила                                                   |
| Фабрика вагона у Краљеву           | Краљево             | СР Србија              | 1936.         | железничка возила, приколице, специјална возила                                                     |
| ФКЛ                                | Темерин             | САП Војводина          | 1947.         | котрљајући лежајеви и кардани                                                                       |
| Фабрика резног алата               | Чачак               | СР Србија              | 1953.         | алат, машине, глодала                                                                               |
| ФУСОЛ                              | Невесиње            | СР Босна и Херцеговина |               | управљачки системи за возила                                                                        |
| Цинкарна                           | Цеље                | СР Словенија           | 1873.         | хемијско-металуршка производња                                                                      |
| Металац                            | Никшић              | СР Црна Гора           |               | индустријске машине, металски дјелови и кранови                                                     |
| Шинвоз                             | Зрењанин            | САП Војводина          | 1887.         | ремонт железничких возила                                                                           |

## Нафтна индустрија
| Назив предузећа        | Средиште | Република/Покрајина    | Год. оснивања |
| ---------------------- | -------- | ---------------------- | ------------- |
| ИНА                    | Загреб   | СР Хрватска            | 1964.         |
| Југопетрол             | Котор    | СР Црна Гора           | 1947.         |
| Рафинерија уља Модрича | Модрича  | СР Босна и Херцеговина | 1954.         |
| Нафтагас - НИС         | Нови Сад | САП Војводина          | 1945.         |

## Прехрамбена и пољопривредна индустрија
| Назив предузећа                                   | Средиште          | Република/Покрајина       | Год. оснивања | Делатност                                                                             |
| ------------------------------------------------- | ----------------- | ------------------------- | ------------- | ------------------------------------------------------------------------------------- |
| Агрокомерц                                        | Велика Кладуша    | СР Босна и Херцеговина    | 1969.         | прехрамбени производи                                                                 |
| Бамби                                             | Пожаревац         | СР Србија                 | 1967.         | кондиторски и прехрамбени производи                                                   |
| Банат                                             | Вршац             | СР Србија (САП Војводина) | 1894.         | кондиторски производи                                                                 |
| Месна индустрија "Бимекс"                         | Брчко             | СР БиХ                    |               | производња месних прерађевина                                                         |
| Фабрика уља "Бимал"                               | Брчко             | СР БиХ                    |               | производња сунцокретовог уља                                                          |
| Боснаплод                                         | Брчко             | СР БиХ                    |               | прерада воћа и поврћа                                                                 |
| Бадел                                             | Загреб            | СР Хрватска               | 1862.         | алкохолна пића                                                                        |
| Банини                                            | Кикинда           | САП Војводина             | 1979.         | кекси, слатка пецива, вафли и слана пецива                                            |
| Благоје Костић — Црни Марко                       | Пирот             | СР Србија                 | 1953.         | хлеб и пециво                                                                         |
| ВИК                                               | Вршац             | СР Србија (САП Војводина) | 1964.         | производња чоколаде и чоколадних производа                                            |
| Виндија                                           | Вараждин          | СР Хрватска               | 1959.         | безалкохолна пића                                                                     |
| Витал                                             | Титов Врбас       | САП Војводина             | 1855.         | уље, маргарин, мајонез, сосови                                                        |
| Витаминка                                         | Прилеп            | СР Македонија             |               | чоколаде и бомбони                                                                    |
| Гавриловић                                        | Петриња           | СР Хрватска               | 1690.         | месни производи                                                                       |
| ГРОЗД                                             | Струмица          | СР Македонија             | 1953.         | алкохолна и безалкохолна пића                                                         |
| Дијамант                                          | Зрењанин          | САП Војводина             | 1938.         | производња уља, маргарина, мајонеза и деликатеса                                      |
| Дуванска индустрија Бујановац                     | Бујановац         | СР Србија                 | 1978.         | дуванска фолија                                                                       |
| Дуванска индустрија Зрењанин                      | Зрењанин          | СР Србија (САП Војводина) | 1870.         | дувански производи                                                                    |
| Дуванска индустрија Ниш (ДИН)                     | Ниш               | СР Србија                 | 1930.         | дувански производи                                                                    |
| Дуванска индустрија Врање (ДИВ)                   | Врање             | СР Србија                 | 1885.         | дувански производи                                                                    |
| Житопромет                                        | Бијељина          | СР БиХ                    | 1961.         | производња брашна, хлеба, пецива                                                      |
| Звечево                                           | Звечево           | СР Хрватска               | 1921.         | разни прехрамбени производи                                                           |
| Зденка                                            | Велики Зденци     | СР Хрватска               | 1897.         | млечни производи                                                                      |
| Имлек                                             | Београд           | СР Србија                 | 1953.         | млечни производи                                                                      |
| Импаз                                             | Зајечар           | СР Србија                 |               | производња млека и млечних производа                                                  |
| Индустрија меса „Чока“                            | Чока              | СР Србија (САП Војводина) | 1934.         | месни производи                                                                       |
| Индустријско-пољопривредни комбинат "Серво Михаљ" | Зрењанин          | САП Војводина             | 1953.         | пољопривредни производи                                                               |
| Јабука                                            | Панчево           | САП Војводина             | 1894.         | скроб, сирупи                                                                         |
| Јафа                                              | Црвенка           | САП Војводина             | 1975.         | бисквити                                                                              |
| Јухор                                             | Јагодина          | СР Србија                 | 1902.         | месни производи                                                                       |
| Јосип Краш                                        | Загреб            | СР Хрватска               | 1911.         | чоколаде и бомбони                                                                    |
| Кандит                                            | Осијек            | СР Хрватска               | 1920.         | чоколаде и бомбони                                                                    |
| Кестлин                                           | Бјеловар          | СР Хрватска               | 1905.         | чоколаде и бомбони                                                                    |
| Књаз Милош                                        | Аранђеловац       | СР Србија                 | 1811.         | минерална вода и безалкохолна пића                                                    |
| Ледо                                              | Загреб            | СР Хрватска               | 1958.         | смрзнути производи                                                                    |
| Мараска                                           | Задар             | СР Хрватска               | 1768.         | ликери, алкохолна и безалкохолна пића                                                 |
| Медела                                            | Врбас             | СР Србија (САП Војводина) | 1975.         | кондиторски производи                                                                 |
| Милодух                                           | Крагујевац        | СР Србија                 | 1970.         | алкохолна и безалкохолна пића                                                         |
| Митросрем                                         | Сремска Митровица | САП Војводина             | 1971.         | пољопривредни производи                                                               |
| Нада Штарк                                        | Београд           | СР Србија                 | 1922.         | чоколаде и бомбони                                                                    |
| Панонка                                           | Сомбор            | САП Војводина             | око 1985.     | месни производи                                                                       |
| Параћинка                                         | Параћин           | СР Србија                 | 1924.         | чоколаде и бомбони                                                                    |
| ПД "Семберија"                                    | Бијељина          | СР БиХ                    | 1958.         | производња млека, житарица, меса                                                      |
| ПИК Беље                                          | Биље              | СР Хрватска               | 1955.         | пољопривредни производи                                                               |
| ПИК Врбовец                                       | Врбовец           | СР Хрватска               | 1961.         | месни производи                                                                       |
| ПИК Вуковар                                       | Вуковар           | СР Хрватска               | 1945.         | пољопривредни производи                                                               |
| ПИК Делишес                                       | Владичин Хан      | СР Србија                 | 1958.         | прерада и конзервисање воћа и поврћа                                                  |
| ПИК Еренику                                       | Ђаковица          | САП Косово                |               | пољопривредни производи                                                               |
| ПИК Таково                                        | Горњи Милановац   | СР Србија                 | 1959.         | кондиторски производи (Еурокрем)                                                      |
| ПИК Чачак                                         | Чачак             | СР Србија                 | 1962.         | производи прераде кромпира (чипс, грицко)                                             |
| ПК Сомбор                                         | Сомбор            | САП Војводина             | 1979.         | пољопривредни производи                                                               |
| ПКБ                                               | Београд           | СР Србија                 | 1945.         | пољопривредни производи                                                               |
| Планинка                                          | Куршумлија        | СР Србија                 | 1964.         | минерална вода, развој туризма                                                        |
| Пионир                                            | Суботица          | САП Војводина             | 1917.         | чоколаде и бомбони                                                                    |
| Подравка                                          | Копривница        | СР Хрватска               | 1934.         | прехрамбени производи                                                                 |
| ППК Кутјево                                       | Кутјево           | СР Хрватска               |               | вино, пољопривредни производи                                                         |
| ППК Џервин                                        | Књажевац          | СР Србија                 |               | алкохолна и безалкохолна пића, конзерве воћа и поврћа                                 |
| Раваница                                          | Ћуприја           | СР Србија                 |               | кондиторски (Бонжита) и слани производи                                               |
| Раденска                                          | Раденци           | СР Словенија              |               | минерална вода и безалкохолна пића                                                    |
| Рубин                                             | Крушевац          | СР Србија                 | 1955.         | алкохолна и безалкохолна пића                                                         |
| Сава                                              | Бијељина          | СР БиХ                    | 1947.         | прерада воћа и поврћа                                                                 |
| Сарајевски Кисељак                                | Сарајево          | СР Босна и Херцеговина    | 1895.         | минерална вода и безалкохолна пића                                                    |
| Сегестика                                         | Сисак             | СР Хрватска               | 1919.         | оцат и алкохолна пића                                                                 |
| Сојапротеин                                       | Бечеј             | СР Србија (САП Војводина) | 1977.         | прерада соје                                                                          |
| Солана Тузла                                      | Тузла             | СР Босна и Херцеговина    | 1885.         | прерада соли                                                                          |
| Сомболед                                          | Сомбор            | СР Србија (САП Војводина) | 1934.         | производња и прерада млека                                                            |
| Србијанка                                         | Ваљево            | СР Србија                 |               | прехрамбени производи                                                                 |
| Творница шећера Вировитица                        | Вировитица        | СР Хрватска               | 1982.         | производња шећера                                                                     |
| ТДР                                               | Ровињ             | СР Хрватска               | 1872.         | дувански производи                                                                    |
| Тутунски комбинат Прилеп                          | Прилеп            | СР Македонија             | 1873.         | дувански производи                                                                    |
| Фиделинка                                         | Суботица          | САП Војводина             |               | пшенична и кукурузна брашна                                                           |
| Франк                                             | Загреб            | СР Хрватска               | 1892.         | прехрамбени производи                                                                 |
| Фриком                                            | Београд           | СР Србија                 | 1975.         | производња сладоледа и смрзнуте хране                                                 |
| Фруктал                                           | Ајдовшчина        | СР Словенија              | 1945.         | безалкохолна пића, дечија храна                                                       |
| Хеба                                              | Бујановац         | СР Србија                 | 1976.         | минерална вода                                                                        |
| Хиссар (Инка)                                     | Прокупље          | СР Србија                 | 1946.         | кондиторски производи, кандирано воће                                                 |
| Цедевита                                          | Загреб            | СР Хрватска               | 1929.         | безалкохолна пића                                                                     |
| Црнагоракоп                                       | Даниловград       | СР Црна Гора              |               | кафа и прехрамбени производи                                                          |
| Пивара Требјеса                                   | Никшић            | СР Црна Гора              | 1896.         | алкохолна и безалкохолна пића                                                         |
| Пивара Панчево                                    | Панчево           | СР Србија (САП Војводина) | 1722.         | алкохолна и безалкохолна пића                                                         |
| Пивара Ниш                                        | Ниш               | СР Србија                 | 1884.         | алкохолна и безалкохолна пића                                                         |
| Јагодинска пивара                                 | Светозарево       | СР Србија                 | 1852.         | алкохолна и безалкохолна пића                                                         |
| Плантаже 13. јул                                  | Подгорица         | СР Црна Гора              |               | вино и вински производи                                                               |
| Шапчанка                                          | Шабац             | СР Србија                 |               | прерада и конзервисање воћа и поврћа                                                  |
| Фабрика шећера Црвенка                            | Црвенка           | САП Војводина             | 112.          | шећер                                                                                 |
| Центропроизвод                                    | Београд           | СР Србија                 |               | кафа и прехрамбени производи                                                          |
| Индустрија меса и конзерви „29. новембар“         | Суботица          | САП Војводина             | 1885.         | месни производи                                                                       |
| (Карнекс)                                         | Врбас             | СР Србија (САП Војводина) | 1958.         | месни производи                                                                       |
| Прехрамбена индустрија Будимка                    | Пожега            | СР Србија                 | 1947          | прерада и конзервисање воћа и поврћа; сокови, концентрати; производња и прерада меса; |

## Саобраћај
| Назив предузећа                                | Средиште     | Република/Покрајина | Год. оснивања | Делатност                                      |
| ---------------------------------------------- | ------------ | ------------------- | ------------- | ---------------------------------------------- |
| Авиогенекс                                     | Београд      | СР Србија           | 1968.         | авиопревоз                                     |
| Адриа авиопромет                               | Љубљана      | СР Словенија        | 1961.         | авиопревоз                                     |
| Аутомобилско Београд                           | Београд      | СР Србија           |               | теретни ауто-превоз                            |
| Беоплов                                        | Београд      | СР Србија           |               | поморска пловидба                              |
| Ер Југославија                                 | Београд      | СР Србија           | 1969.         | авиопревоз                                     |
| Зетатранс                                      | Титоград     | СР Црна Гора        | 1965.         | теретни ауто-превоз                            |
| Југословенски аеротранспорт - ЈАТ              | Београд      | СР Србија           | 1947.         | авиопревоз                                     |
| Југословенске железнице - ЈЖ                   | Београд      | СР Србија           |               | железнички превоз                              |
| Југословенско речно бродарство - ЈРБ           | Београд      | СР Србија           |               | речна пловидба                                 |
| Југославенска океанска пловидба - Југооцеанија | Котор        | СР Црна Гора        | 1954.         | поморска пловидба                              |
| Југопревоз Крушевац                            | Крушевац     | СР Србија           |               | аутобуски превоз                               |
| Траншпед                                       | Београд      | СР Србија           | 1950.         | теретни ауто-превоз                            |
| Кула транс                                     | Кула         | САП Војводина       | 1950.         | аутобуски превоз, теретни ауто-превоз, туризам |
| Аутопревоз Врњачка Бања                        | Врњачка Бања | СР Србија           | 1981.         | аутобуски превоз                               |
| Аутопревоз Чачак                               | Чачак        | СР Србија           |               | аутобуски превоз                               |
| Аутотранспорт Краљево                          | Краљево      | СР Србија           | 1949.         | аутобуски и теретни ауто-превоз                |
| Аутосаобраћајно друштвено предузеће 7. Јули    | Шабац        | СР Србија           |               | аутобуски и теретни ауто-превоз                |
| Аутопревозно                                   | Никшић       | СР Црна Гора        |               | теретни ауто-превоз                            |
| Нибус                                          | Никшић       | СР Црна Гора        |               | аутобуски превоз                               |
| Монтенегротурист                               | Будва        | СР Црна Гора        |               | аутобуски превоз                               |
| Ниш експрес                                    | Ниш          | СР Србија           | 1951.         | аутобуски превоз                               |
| Бојана                                         | Цетиње       | СР Црна Гора        |               | аутобуски превоз                               |
| АТП Војводина                                  | Нови Сад     | САП Војводина       | 1945.         | аутобуски превоз, теретни ауто-превоз, туризам |
| Литас                                          | Пожаревац    | СР Србија           | 1945.         | аутобуски превоз                               |
| Саобраћај                                      | Оџаци        | САП Војводина       | 1982.         | аутобуски превоз, туризам                      |
| Тара                                           | Цетиње       | СР Црна Гора        |               | аутобуски превоз                               |
| Путник                                         | Београд      | СР Србија           |               | аутобуски превоз                               |
| Севертранс                                     | Сомбор       | САП Војводина       | 1947.         | аутобуски превоз                               |

## Спортска опрема
| Назив предузећа  | Средиште            | Република/Покрајина | Год. оснивања |
| ---------------- | ------------------- | ------------------- | ------------- |
| Спорт (комбинат) | Београд             | СР Србија           | 1945.         |
| Елан             | Бегуње на Горењскем | СР Словенија        | 1945.         |
| YАССА            | Вараждин            | СР Хрватска         | .             |

## Текстилна и индустрија обуће
| Назив предузећа                              | Средиште                           | Република/Покрајина    | Год. оснивања | Делатност                                          |
| -------------------------------------------- | ---------------------------------- | ---------------------- | ------------- | -------------------------------------------------- |
| Индустрија обуће „Мода“                      | Индустријско насеље б.б., Дебељача | САП Војводина          | 1945.         | производња обуће                                   |
| Фабрика текстила "Интерплет"                 | Брчко                              | СР БиХ                 |               | производња одеће                                   |
| Избор                                        | Брчко                              | СР БиХ                 |               | производња обуће                                   |
| Индустрија одеће „1. мај“                    | Пирот                              | СР Србија              | 1958.         | производња одеће                                   |
| Модна конфекција "7. јули"                   | Куршумлија                         | СР Србија              |               | производња одеће                                   |
| Београдска конфекција - БЕКО                 | Кнез Михаилова 44, Београд         | СР Србија              |               | производња одеће                                   |
| Београдски памучни комбинат                  | Београд                            | СР Србија              | 1906.         | памук                                              |
| Фабрика конфекције „Борац“                   | Травник                            | СР Босна и Херцеговина |               |                                                    |
| Вараждинска текстилна индустрија „Вартекс“   | Загребачка 94, Вараждин            | СР Хрватска            |               | производња тканина и одеће                         |
| Вуковарска текстилна индустрија „Вутекс“     | Вуковар                            | СР Хрватска            | 1951.         | производња покривача, тканина, аутопресвлака и др  |
| Југословенски комбинат гуме и обуће „Борово“ | Борово Насеље, Вуковар             | СР Хрватска            |               | производња ауто гума и обуће                       |
| ИВТКТ „Бранко Крсмановић"                    | Кајмакчаланска бб, Параћин         | СР Србија              | 1920.         | производња вунених тканина, конфекције и трикотаже |
| Фабрика обуће „Зенит"                        | Бијељина                           | СР Босна и Херцеговина |               | фабрика обуће                                      |
| Фабрика конфекције „Курјак"                  | Бијељина                           | СР Босна и Херцеговина | 1946.         | фабрика конфекције                                 |
| Памучна индустрија Дуга Реса                 | Дуга Реса                          | СР Хрватска            |               | производња покривача и тканина                     |
| Јадран                                       | Загреб                             | СР Хрватска            | 1930.         | производња чарапа                                  |
| Клуз                                         | Мите Ружића 8, Београд             | СР Србија              | 1947.         | производња одела и падобрана                       |
| Памучни комбинат „Македонка“                 | Штип                               | СР Македонија          |               |                                                    |
| Мура                                         | Мурска Собота                      | СР Словенија           | 1925.         | производња одеће                                   |
| Нада Димић                                   | Загреб                             | СР Хрватска            |               |                                                    |
| Орљава                                       | Славонска Пожега                   | СР Хрватска            |               | производња одеће                                   |
| Отекс                                        | Охрид                              | СР Македонија          |               | производња покривача и тканина                     |
| Пазинка                                      | Пазин                              | СР Хрватска            | 1958.         | производња тканина и тапета                        |
| Титекс                                       | Титоград                           | СР Црна Гора           | 1978.         | производња одеће                                   |
| Поуње                                        | Хрватска Костајница                | СР Хрватска            | 1958.         | производња одеће                                   |
| Ротекс                                       | Рогатица                           | СР Босна и Херцеговина |               | декоративне тканине                                |
| Предузеће индустрија конфекције Ресава       | Светозарево                        | СР Србија              | 1940.         | производња капа и шешира                           |
| Конфекција „Рудник“                          | Горњи Милановац                    | СР Србија              | 1957.         | производња одела                                   |
| Свиланит                                     | Камник                             | СР Словенија           | 1938.         | прекривачи, јастуци, деке и крпе                   |
| Синтелон                                     | Индустријска зона 4, Бачка Паланка | САП Војводина          | 1971.         | производња тепиха                                  |
| Тетекс                                       | Тетово                             | СР Македонија          | 1951.         | производња одеће                                   |
| Текстил промет                               | Куманово                           | СР Македонија          |               | производња покривача и тканина                     |
| Топер                                        |                                    | СР Словенија           | 1945.         | производња одеће                                   |
| Фабрика чарапа „Ударник“                     | Царице Милице 33, Зрењанин         | САП Војводина          | 1957.         | производња чарапа                                  |
| Чаковечка текстилна индустрија „Чатекс“      | Чаковец                            | СР Хрватска            |               | производња вештачке коже и радних одела            |
| (Јумко)                                      | Радничка 5, Врање                  | СР Србија              | 1960.         | прозиводња тканина, одеће и униформи               |
| Кони                                         | Никшић                             | СР Црна Гора           |               | производња одеће                                   |
| Текстилни комбинат Рашка                     | Нови Пазар                         | СР Србија              | 1958          | производња тепиха, фармарки и друге врсте одеће    |

## Рудници и железаре
| Назив предузећа                | Средиште       | Република/Покрајина    | Год. оснивања |
| ------------------------------ | -------------- | ---------------------- | ------------- |
| Железара Смедерево             | Смедерево      | СР Србија              | 1913.         |
| Железара Зеница                | Зеница         | СР Босна и Херцеговина | 1892.         |
| Жељезара Никшић                | Никшић         | СР Црна Гора           | 1952.         |
| Јадранкамен                    | Каштел Сућурац | СР Хрватска            | 1902.         |
| Комбинат Алуминијума Подгорица | Титоград       | СР Црна Гора           | 1969.         |
| Рудник Бор                     | Бор            | СР Србија              | 1904.         |
| Рудник Колубара                | Лазаревац      | СР Србија              | 1896.         |
| Рудници боксита Никшић         | Никшић         | СР Црна Гора           | 1948.         |
| Рудник Пљевља                  | Пљевља         | СР Црна Гора           |               |
| Рудник Шупља стијена           | Беране         | СР Црна Гора           |               |
| Рудник Трепча                  | Трепча         | САП Косово             | 1925.         |
| Рудници Крека                  | Тузла          | СР Босна и Херцеговина | 1885.         |

## Фармацеутска индустрија
| Назив предузећа | Средиште   | Република/Покрајина    | Год. оснивања |
| --------------- | ---------- | ---------------------- | ------------- |
| Алкалоид        | Скопље     | СР Македонија          | 1945.         |
| Белупо          | Копривница | СР Хрватска            | 1971.         |
| Босналијек      | Сарајево   | СР Босна и Херцеговина | 1951.         |
| Галеника        | Земун      | СР Србија              | 1945.         |
| Југоремедија    | Зрењанин   | САП Војводина          | 1961.         |
| Крка            | Ново Место | СР Словенија           | 1954.         |
| Лек             | Љубљана    | СР Словенија           | 1946.         |
| Плива           | Загреб     | СР Хрватска            | 1945.         |
| Хемофарм        | Вршац      | САП Војводина          | 1960.         |
| Здравље         | Лесковац   | СР Србија              | 1953.         |

## Хемијска индустрија
| Назив предузећа                                                   | Средиште         | Република/Покрајина       | Год. оснивања | Делатност                                                                                 |
| ----------------------------------------------------------------- | ---------------- | ------------------------- | ------------- | ----------------------------------------------------------------------------------------- |
| ХИ Вискоза Лозница                                                | Лозница          | СР Србија                 | 1957.         | вештачка свила и вискозни производи                                                       |
| Дита                                                              | Тузла            | СР Босна и Херцеговина    |               | детерџенти                                                                                |
| Фотокемика Загреб                                                 | Самобор / Загреб | СР Хрватска               | 1947          | Производња Фотографских Филмова и Хемикалија по лиценци ADOXa                             |
| Звезда                                                            | Горњи Милановац  | СР Србија                 | 1953.         | боје, лакови                                                                              |
| Југовинил                                                         | Каштел Сућурац   | СР Хрватска               |               | обућа, галантерија, пластичне масе                                                        |
| ЛИВ                                                               | Постојна         | СР Словенија              |               | пластични производи                                                                       |
| Мерима                                                            | Крушевац         | СР Србија                 |               | детерџенти и сапуни                                                                       |
| Невена                                                            | Лесковац         | СР Србија                 | 1953.         | Козметичке производе                                                                      |
| Органска хемијска индустрија „Наум Наумовски Борче“ Скопје - ОХИС | Скопље           | СР Македонија             | 1960.         |                                                                                           |
| ХИП-Азотара                                                       | Панчево          | СР Србија (САП Војводина) | 1962.         | вештачка ђубрива и азотна једињења                                                        |
| ХИП-Петрохемија                                                   | Панчево          | СР Србија (САП Војводина) | 1977.         | петрохемијски производи                                                                   |
| Пластика                                                          | Нова Варош       | СР Србија                 | 1959.         | фолије, пластична амбалажа, делови за аутомобилску индустрију                             |
| Сапонија                                                          | Осијек           | СР Хрватска               | 1894.         | детерџенти и сапуни                                                                       |
| Тигар                                                             | Пирот            | СР Србија                 | 1966.         | гумени производи и гумена обућа                                                           |
| Хелиос                                                            | Домжале          | СР Словенија              |               | боје и лакови                                                                             |
| Зорка                                                             | Шабац            | СР Србија                 |               | заштита биља, вештачко ђубриво, хемикалије, обојени метали, боје, опека, керамика, лекови |
| Рaдoњa                                                            | Cиcaк            | СР Хрватска               | 1946.         | заштита биља, вештачко ђубриво, хемикалије, боје                                          |
| Албус                                                             | Нови Сад         | САП Војводина             |               | детерџенти и сапуни                                                                       |